# Mariano Uglessich
Mariano Esteban Uglessich (Buenos Aires, Argentina, 6 de noviembre de 1981) es un exfutbolista argentino que se desempeñaba como defensor central. Formó parte del cuerpo técnico de Eduardo Berizzo en la selección de fútbol de Paraguay.

## Biografía
Uglessich comenzó su carrera profesional en 2002 en la victoria de Vélez sobre San Lorenzo por 2:1. De la mano de Carlos Ischia como director técnico, logró en un Vélez plagado de juventud un gran tercer puesto en el año 2003 detrás de River y Boca. En 2004 gracias a su destacada actuación el Querétaro de México se lo llevó a préstamo por un año. En 2005 regresó a Vélez y jugó unos pocos partidos en el Torneo Clausura de dicho año que ganó el club. "Gracias a Uglessich, Vélez ganó en Jujuy" (enlace roto disponible en Internet Archive; véase el historial, la primera versión y la última).. Luego jugaría para Arsenal de Sarandí antes de emigrar a España, en donde permaneció durante media temporada en el Albacete.
En 2010 inicia una nueva etapa regresando a Sudamérica, esta vez al Olimpia de Paraguay. En su estreno mismo anotó su primer tanto con la casaca franjeada durante un amistoso jugado el 14 de enero ante Colo-Colo. Uglessich se transformó inmediatamente en el capitán del equipo].
El 31 de diciembre venció su contrato con el Olimpia, y el 2 de enero fichó por el Cerro Porteño de Paraguay con el que llegó a semifinales de la Copa Libertadores 2011, siendo eliminado por el después campeón del certamen, el equipo brasileño del Santos, encabezados por Neymar.
El 8 de enero de 2013, Uglessich decidió dejar Cerro Porteño y el fútbol paraguayo y emigró a Chile, donde fichó por el O'Higgins de la Primera División del fútbol chileno, equipo que era adiestrado por el argentino Eduardo Berizzo. Allí logró 2 títulos el Torneo Apertura 2013 y la Supercopa de Chile 2014, además de jugar la Copa Libertadores 2014.
Berizzo hizo que Mariano se adaptara también a la posición de stopper por izquierda en una línea de tres defensores. Esa característica, hizo que la temporada siguiente Jorge Celico lo pidiera expresamente para Universidad Católica de Ecuador, donde fue titular durante todo el certamen. Luego de una carrera exitosa por el fútbol sudamericano, llegó a Quilmes para disputar el Torneo de Primera División.
El 10 de agosto de 2016, decidió poner fin a su carrera como deportista.
En verano de 2017 se incorporó al cuerpo técnico de Eduardo Berizzo en el Sevilla, al que también se unió en su nueva etapa en el Athletic Club.

## Clubes
| Club                  | País      | Año       |
| --------------------- | --------- | --------- |
| Vélez Sársfield       | Argentina | 2002-2004 |
| Querétaro             | México    | 2004      |
| Vélez Sársfield       | Argentina | 2005-2008 |
| Arsenal de Sarandí    | Argentina | 2009      |
| Albacete Balompié     | España    | 2009      |
| Olimpia               | Paraguay  | 2010      |
| Cerro Porteño         | Paraguay  | 2011-2012 |
| O'Higgins             | Chile     | 2013-2014 |
| Universidad Católica  | Ecuador   | 2014      |
| Quilmes Atlético Club | Argentina | 2015-2016 |

## Palmarés

### Campeonatos nacionales
| Título                       | Club            | País      | Año    |
| ---------------------------- | --------------- | --------- | ------ |
| Primera División             | Vélez Sarsfield | Argentina | C-2005 |
| Primera División de Paraguay | Cerro Porteño   | Paraguay  | A-2012 |
| Primera División de Chile    | O'Higgins       | Chile     | A-2013 |
| Supercopa de Chile           | O'Higgins       | Chile     | 2014   |

### Distinciones individuales
| Distinción                   | Año  |
| ---------------------------- | ---- |
| Medalla Santa Cruz de Triana | 2014 |